# Sigebert di Gembloux
Sigebert di Gembloux, in latino Sigebertus Gemblacensis (1030 circa – Gembloux, 5 ottobre 1112), monaco benedettino, fu un cronista medievale, autore del Chronicon, conosciuto anche come Chronographia, opera storica che abbraccia il periodo compreso tra il 381 e il 1111.

## Biografia
Nato probabilmente nel Brabante Vallone, Sigebert entrò molto giovane come oblato all'abbazia di Gembloux (vicino a Namur, appartenente al Principato vescovile di Liegi) dove ricevette un'eccellente formazione intellettuale, principalmente a cura di Olbert di Gembloux, comprendente, oltre agli scritti dei Padri della Chiesa (apprezzò soprattutto San Girolamo e Sant'Agostino d'Ippona), i classici latini (tra cui Orazio) e un'infarinatura di greco ed ebraico.
Chiamato all'abbazia di Saint-Vincent di Metz dall'abate Folcuin, ne divenne lo scholaster, ossia il direttore della scuola monastica. Fu durante i 25 anni trascorsi a Metz che prese a comporre le prime vite dei santi. Verso il 1071 fece ritorno a Gembloux, dove rimase sino alla morte. Il suo biografo traccia di Sigebert un ritratto di grande sapienza, pietas e cordialità.
Difese con veemenza il partito degli imperatori Enrico IV ed Enrico V contro i papi Gregorio VII, Urbano II e Pasquale II. Morì nel 1112.

## Opere
Gli scritti di Sigebert appartengono a tre differenti generi:
- Scritti agiografici: rispondendo all'esigenza spirituale dell'epoca scrisse numerose "vite dei santi", di scarso valore storico e biografico, mancanti come sono quasi totalmente di spirito critico. Il meraviglioso e il miracoloso vi occupano grande spazio, e lo stile è giudicato piuttosto artificioso[2]: vita del vescovo Teodorico I di Metz, fondatore dell'abbazia di Metz; passione e profezie di Santa Lucia; vite di San Sigeberto, di san Guiberto, fondatore dell'Abbazia di Gembloux, di san Lamberto di Maastricht, vescovo martire di Liegi, ecc.[4] Sigebert lasciò inoltre un De viris illustribus, scritto verso la fine della sua vita, dove riunisce una serie di notizie biografiche su scrittori cristiani dei primi secoli e suoi contemporanei, analogamente alle omonime opere di Girolamo e Gennadio, oltre a un elenco delle proprie opere.[5]
- Scritti polemici: nel 1075 Sigebert si oppose una prima volta a papa Gregorio VII, che aveva dichiarato non validi i sacramenti amministrati da sacerdoti simoniaci o fornicatori (Epistola adversus laicorum in presbyteros coniugatos calumnyam). Ancora più veemente fu la sua opposizione allo stesso Gregorio VII riguardo alla lotta per le investiture: Sigebert fu uno dei pochissimi uomini di Chiesa che presero la difesa dell'imperatore Enrico IV, quando nel 1076 questi fu deposto e scomunicato da Gregorio VII per aver nominato egli stesso dei vescovi. Più tardi, verso il 1102, nacque una nuova disputa, con papa Pasquale II, che aveva spinto il conte delle Fiandre Roberto II a combattere contro gli abitanti di Liegi considerati "scismatici" in quanto vicini a Enrico IV; Sigebert scrisse in proposito una Epistola ad Leodienses.[1]
- Scritti storici: Sigebert è ricordato soprattutto come cronista, compose infatti una Gesta abbatum Gemblacensium (1071) che riportava quanto conosciuto circa la condotta dell'abbazia, fondata nel 936, da parte dei primi abati. L'opera venne proseguita anche dopo la sua morte, sino al 1136, dal discepolo Godeschalc. Il suo scritto più celebre, e storicamente più prezioso, resta il Chronicon, una cronaca universale degli avvenimenti più importanti dal 379 (o 381) al 1111, continuazione ideale del Chronicon di Eusebio di Cesarea e del Chronicon dello stesso San Girolamo. Iniziato dopo il 1083, pubblicato nel 1105 e proseguito sino al 1111, il Chronicon cita una quantità di fonti perdute e testimonia una certa maestria storica nel suo autore; fu molto popolare sino alla fine del Medioevo, ebbe svariati continuatori, fu ricopiato in numerosi codici, utilizzato da più autori e infine stampato (Parigi, 1513) quando la tecnologia messa a punto da Gutenberg fu disponibile.[1]

Sigebert è uno degli autori citati a proposito della leggenda della Papessa Giovanna, ma di ciò non si trova testimonianza nei manoscritti più antichi: nella prima edizione a stampa si legge solo la frase Fama est hunc Joannem fuisse fœmam, forse opera degli editori cinquecenteschi o traccia di un manoscritto perduto.